# Uzina Tractorul Brașov

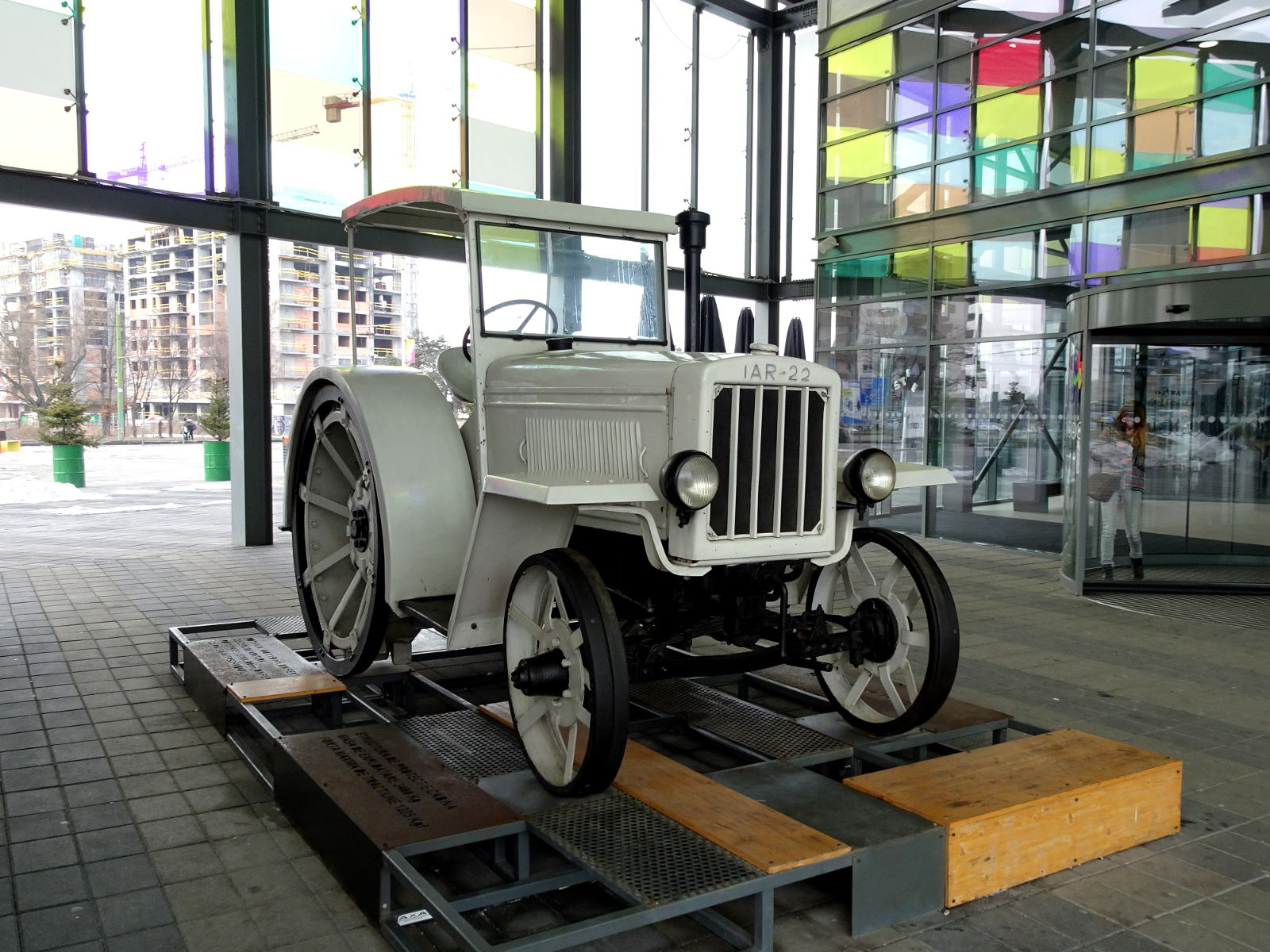
Primul tractor românesc (IAR 22)

Uzina Tractorul Brașov (UTB) a fost o companie brașoveană specializată în producția de tractoare.
Înființată în 1925 ca fabrică de avioane (IAR Brașov), după venirea în 1946 a autorităților ruse la Brașov care au confiscat o mare parte din utilaje în contul despăgubirilor de război, producția a fost orientată spre fabricarea de tractoare.
Primul model scos pe piață a fost IAR 22.
În 1948 fabrica devine Uzina Tractorul Brașov și, cu începere din 1960, apar pe piață primele modele de concepție integral românească, alături de cele cu motor Fiat.
În anul 1990, uzina avea 23.000 de angajați.
După 1990, Tractorul a intrat într-un lent proces de privatizare, care aproape că i-a secătuit resursele.
Nu de puține ori, angajații uzinei au ieșit în stradă pentru a-și exprima nemulțumirea față de tergiversările guvernanților.
În anul 2002, compania a produs circa 4.000 de tractoare la o capacitate de producție de 32.000 de tractoare/an.
În anul 2004 societatea a fost la un pas de privatizare, cumpărătorul fiind fabrica de tractoare din Italia ARGO (Landini)
dar din cauza neînțelegerilor cu autoritățile locale și din cauza alegerilor de atunci privatizarea nu a mai avut loc.
Cu toate acestea, uzina și-a continuat producția, din 2004 trecând la fabricarea tractoarelor din gama „4”.
În 2005 Mahindra și-a arătat interesul în a cumpăra compania. În 2007 uzina a fost închisă, intrând în lichidare.
Număr de angajați:
| An       | 2007  | 2005  | 2004  | 2003  | 1990   |
| -------- | ----- | ----- | ----- | ----- | ------ |
| angajați | 1.900 | 3.300 | 5.000 | 6.800 | 22.000 |

În țările străine produsele acestei companii au fost vândute sub numele de Universal, UTB, Universal Farmliner (pentru Australia) și Titan. Au fost produse sub licența tractoare în Pakistan sub numele de GM Universal al Agripak. De asemenea a fost (se mai produce) produs sub licență în Turcia de către Hattat Universal Tractors.
Compania argentiniană Grossi, în anii 90, a produs mai multe modele universale de tractor în Rafaela, Santa Fe. 
Unele dintre aceste modele au fost: 2040 CL/DTV/F/V; 2050 CL/DTV/F/V; 2055; 2060 CL/DT/F/V; 2070 CL/DT/F/V și 2075 CL.
La un moment dat, UTB deținea 50% din distribuitorul autorizat Universal UTB Ungaria, 40% din Universal Traktorji UTS din Slovenia, 50% UTB-Sepa din Italia, 50% din Universal Traktor Sonay din Turcia.
În 2008, o nouă tranșă de producție de 650 de tractoare, trebuia să pornească la Uzinele Roman pentru statul egiptean. Se pare că licența a fost achiziționată după vizita lui Gadafi, în România, de la Flavius Invest. 
În vara anului 2017 compania a re
început fabricarea tractoarelor.

## Divizarea
În anul 1999, prin divizarea societăți Tractorul Brașov au rezultat șase societăți comerciale care ulterior au fost scoase la vânzare: Frimut UTB, Rentcom UTB, Prorem UTB, AWE-HD, MUM-UTB, Scudiver UTB.
În septembrie 2002, pachetul de 50,1% din acțiunile Prorem a fost vândut de APAPS unei persoane fizice, Munteanu Ioan.
Acesta a fost director administrativ la Banca Română de Scont și unul din oamenii de încredere ai fostului ei președinte, Teodor Nicolăescu.
În anul 2002, Prorem avea 246 de angajați, iar în anul 2004, numărul acestora a ajuns la 74
Tot în septembrie 2002, APAPS a vândut pachetul majoritar de acțiuni de 51% de la Scudiver către firma Oligopol Group, aparținând omului de afaceri brașovean Ioan Olaru.
Ulterior, activele Scudiver au fost trecute pe o nouă companie, SUDV, cu același acționariat, mișcarea fiind una controversată, pentru că a fost posibilă prin ridicarea nejustificată a sechestrului asupra Scudiver.
Astfel, direcția finanțelor publice Brașov a rămas cu datoriile Scudiver, nemaiavând ce executa, și s-a depus plângere penală împotriva administratorului Romulus Verzea care a semnat hârtiile, dar și împotriva fostului director de la DGFPCFS, Paul Lică.

## Vânzarea
Pe data de 5 iulie 2007, în cadrul unei licitații organizate de către Casa de Insolvență Transilvania, astăzi CITR, platforma Tractorul U.T.B. a fost cumpărată de către societatea imobiliară Flavus Invest din București, deținută de fondul britanic de investiții Centerra Capital Partner.
Cumpărătorii activelor Tractorul vor construi pe locul vechii uzine cel mai mare complex imobiliar din Europa Centrală și de Est, cu o valoare estimată la 1,5 miliarde de euro.
Investiția se va desfășura pe zece ani și va cuprinde un centru comercial de 100.000-150.000 de metri pătrați construiți (adică peste 100.000 de metri pătrați închiriabili), în jur de 100.000 de metri pătrați de birouri, 7.000-8.000 de apartamente și un hotel de 4 stele cu 200-250 de camere care va beneficia de un centru de conferințe de mari dimensiuni.
În septembrie 2007, Comisia Europeană a deschis o procedură oficială de investigație, în baza normelor în materie de ajutor de stat din Tratatul CE, privitoare la procesul de vânzare a societății Tractorul Brașov (activul funcțional - platforma industrială) către Flavus Investments SRL, din iulie 2007, pentru 77 milioane euro fără TVA.
Comisia consideră că autoritățile române au condiționat vânzarea activului prin impunerea anumitor cerințe, cum ar fi menținerea obiectului de activitate timp de zece ani și reîncadrarea în muncă a foștilor angajați ai societății Tractorul.
Aceste condiții ar fi putut determina ca vânzarea să se fi făcut la un preț mai mic decât cel care ar fi putut fi obținut dacă licitația ar fi fost necondiționată.
Mai mult, dacă prețul de vânzare a fost sub valoarea de piață, din cauză că aceste condiții specifice ar fi limitat numărul potențialilor cumpărători, cel care ar fi câștigat licitația de asemenea s-ar fi aflat în avantaj.

## Mărci
Universal 650 (U650) - cel mai cunoscut tractor fabricat în România.
Universal 1010 este alt tractor mai puțin cunoscut fabricat de Uzina Tractorul între anii 1984-1991.
Utilajul dispunea de un motor diesel de 6 cilindri in linie cu o capacitate de 5,4 litri cu răcire pe apă.

## Piese de schimb
Din cauza închiderii principalelor fabrici românești care asigurau piesele și componentele necesare fluxului de fabricatie pentru tractoarele din gama U650 si U445, la momentul actual majoritatea pieselor de schimb existente pe piată se importa din China sub numele de UTB Romania .Acestea sunt disponibile la magazinul online https://utb-shop.ro  care este autorizat să folosească denumirea de UTB,fiind proprietarul mărcii si siglei UTB.

## Vezi și

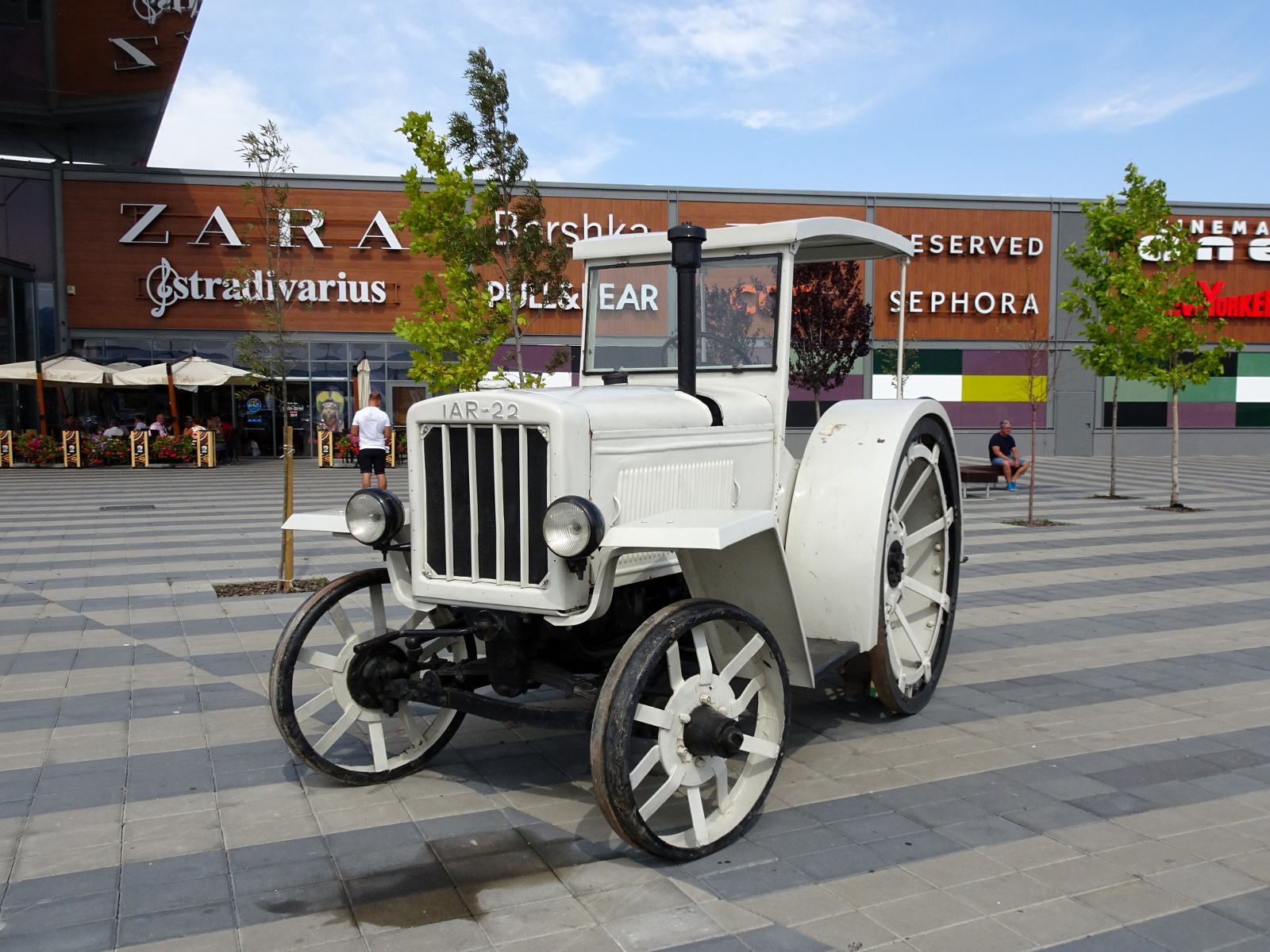
IAR 22
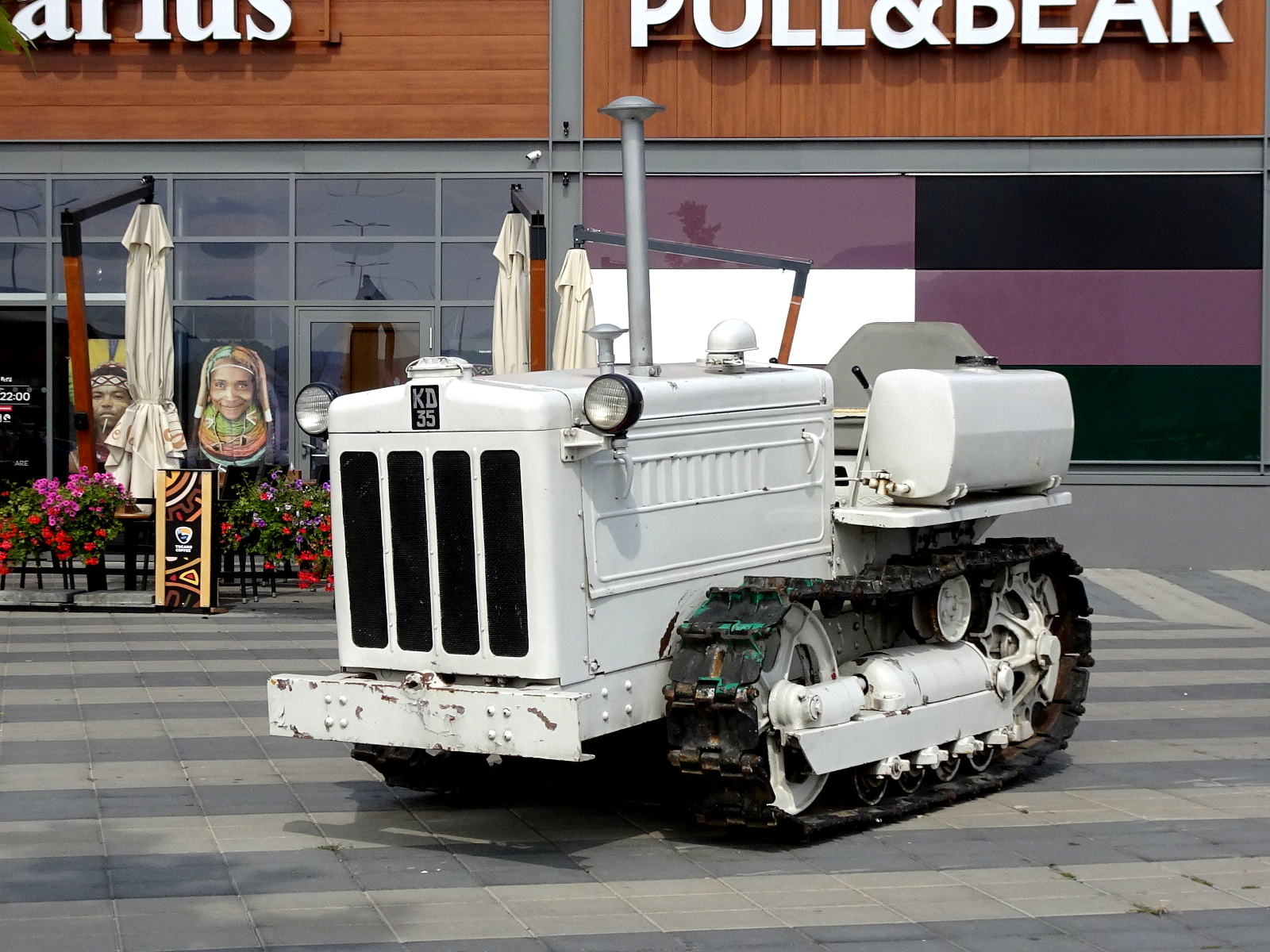
KD35 tractor pe senile
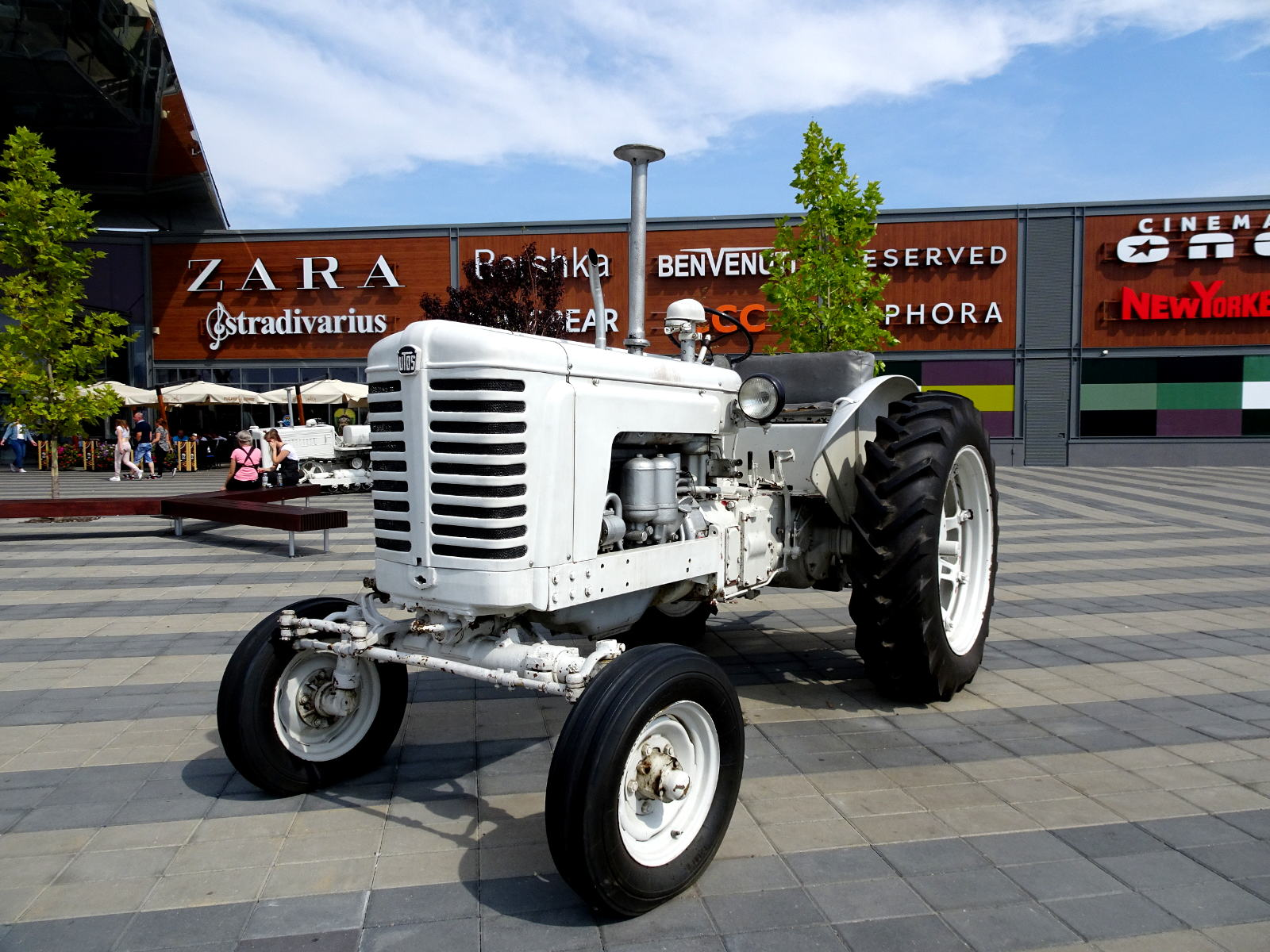
Tractor UTOS 45
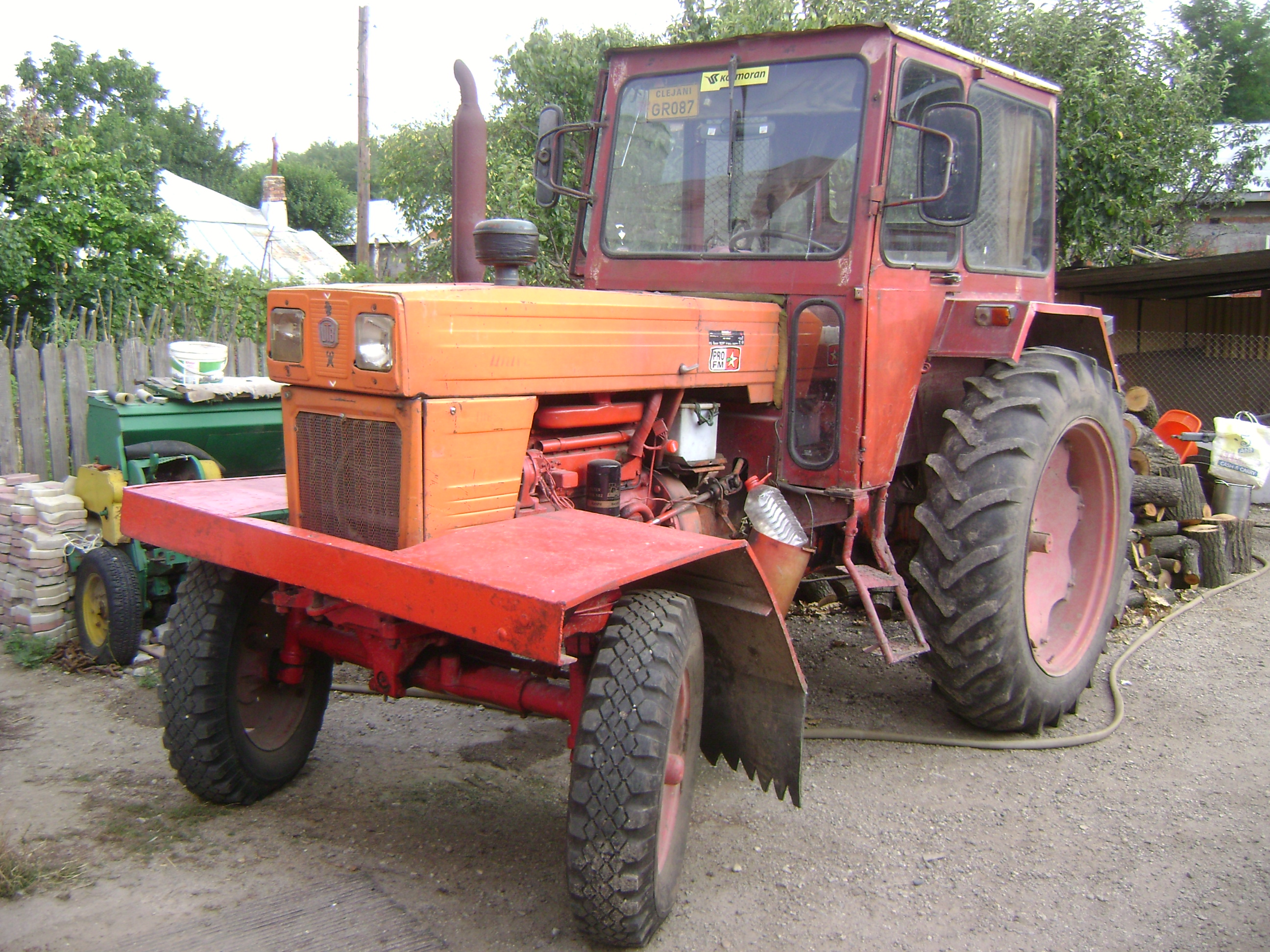
Tractorul Universal 650
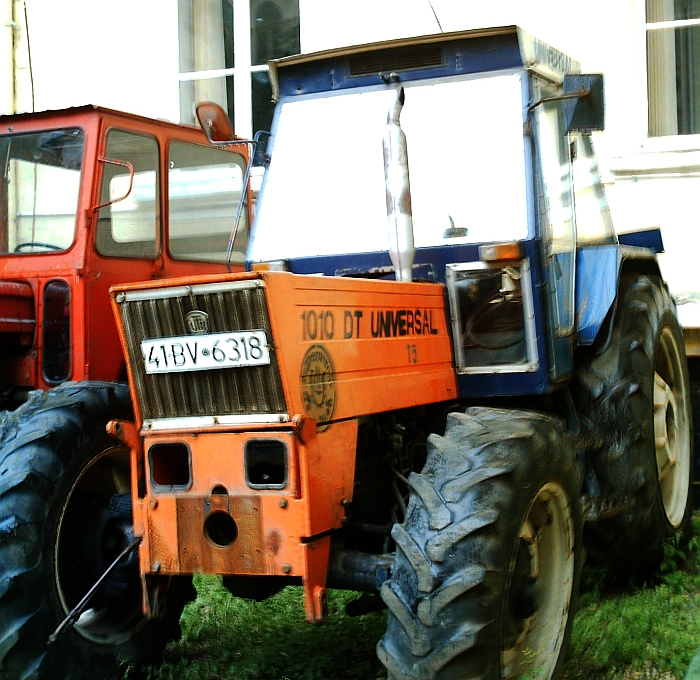
Tractorul UTB 1010 DT produs de UTB